# Tillandsia kammii
Tillandsia kammii är en gräsväxtart som beskrevs av Werner Rauh. Tillandsia kammii ingår i släktet Tillandsia och familjen Bromeliaceae. Inga underarter finns listade i Catalogue of Life.

## Bildgalleri

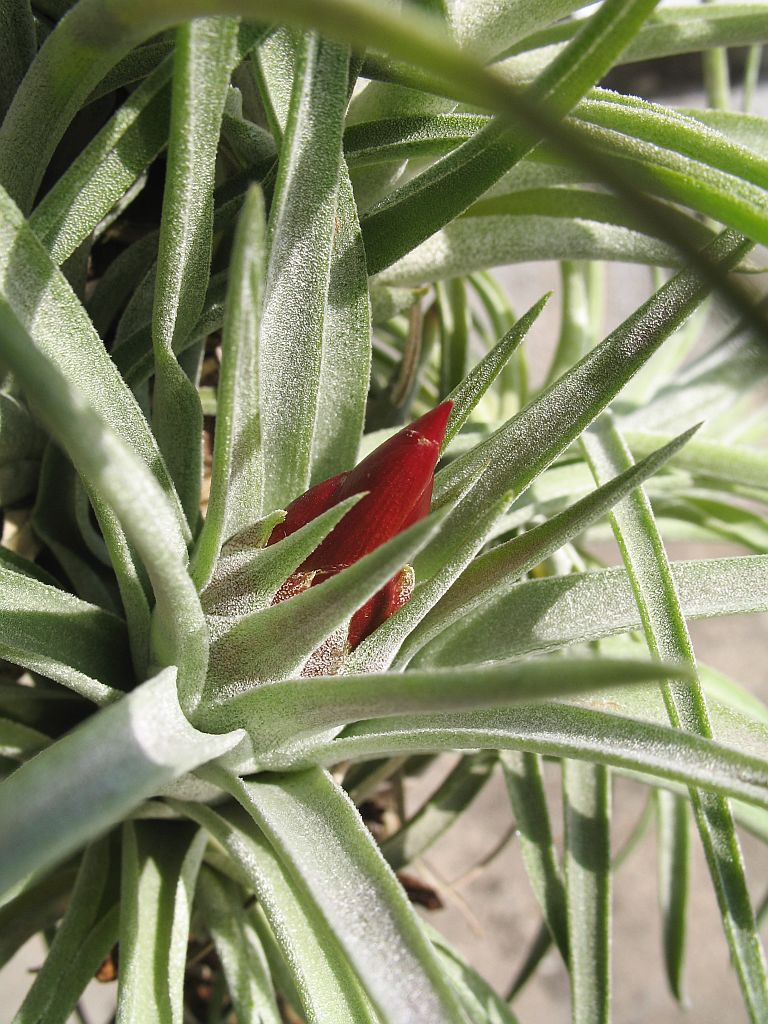
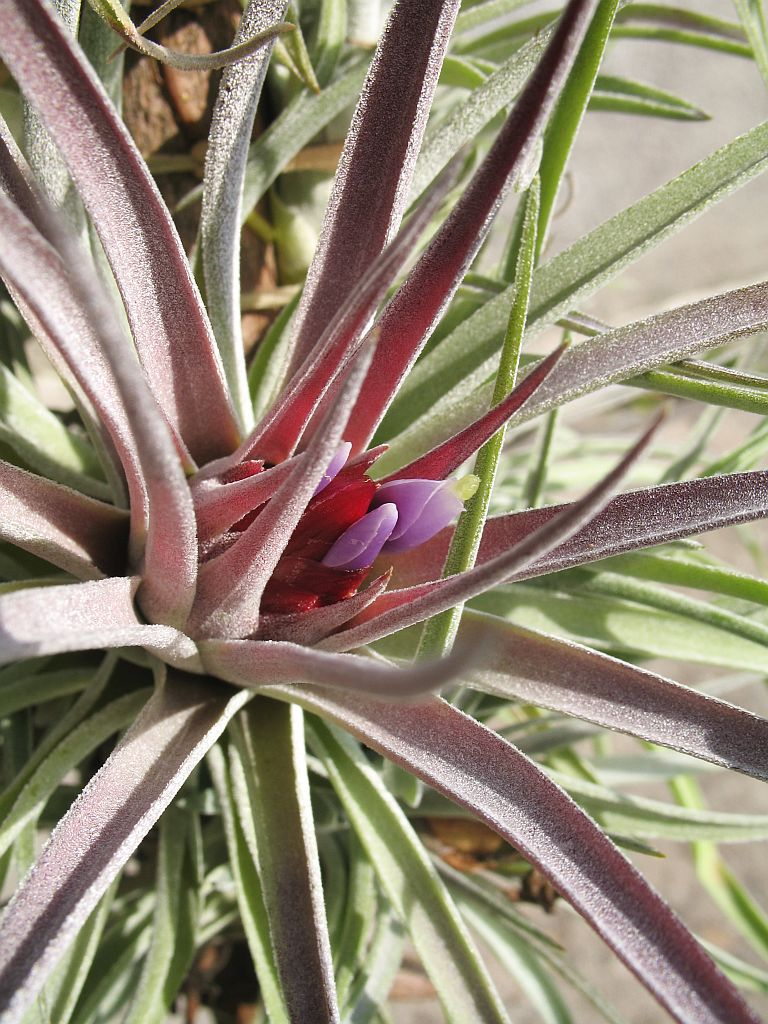
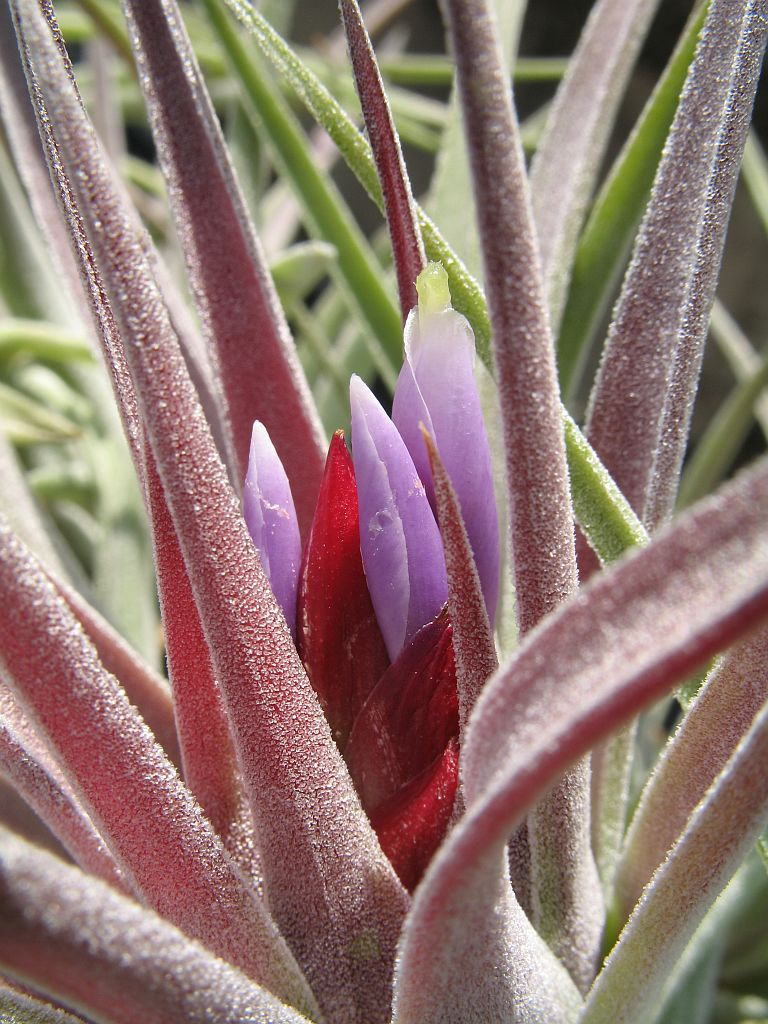